# Kredit
Unter Kredit (abgeleitet von lateinisch credere, „glauben, vertrauen“ und lateinisch creditum, „das auf Treu und Glauben Anvertraute“; englisch credit oder englisch loan = Leihe) versteht man allgemein die Übereignung von Bargeld (Banknoten, Münzen), Buchgeld oder vertretbaren Sachen vom Kreditgeber zwecks befristeter Gebrauchsüberlassung durch den Kreditnehmer, der sich zu einer zukünftigen Tilgung und häufig auch zu einer Gegenleistung in Form von Kreditzinsen verpflichtet.

## Allgemeines
Der Kreditbegriff ist ein Oberbegriff für eine Vielzahl wirtschaftlicher Fallgestaltungen, bei denen der Schuldner von der Verpflichtung befreit ist, seine Leistung sofort zu erbringen. Deshalb darf der Kreditbegriff nicht auf den Bankkredit verengt werden, weil auch in vielen anderen Alltagssituationen bereits Kreditgewährung vorliegt, auch wenn dies von den Beteiligten oft nicht wahrgenommen wird. Jede Vorleistung bei gegenseitigen Verträgen ist ein Kredit, weil jemand im Vertrauen darauf vorleistet, dass die Gegenseite ihrerseits ihre vertraglichen Verpflichtungen erbringen kann und will. Das konstituierende Merkmal eines Kredits ist die Zeitdifferenz, die zwischen dem Zeitpunkt der Leistung und dem Zeitpunkt der Gegenleistung auftritt. Dabei kann es sich auch um Kredite handeln, die in der Überlassung von vertretbaren Sachen (Sachdarlehen) bestehen.
Etymologisch gibt es den Kreditbegriff erst seit dem aufblühenden Kapitalismus des 19. Jahrhunderts, vorher benutzte man Begriffe wie Darlehen, Locatio conductio, Nexum oder Mutuum. Das „Creditum“ war eine Schuld und kein Darlehen und entstand mit jeder Forderung. Deshalb heißt heute in Fremdsprachen jeder Forderungsinhaber Kreditor (englisch creditor, französisch créditeur oder italienisch creditore). Der italienische Codice civile (CC) nennt jede Forderung italienisch credito (Art. 1992 CC).

## Geschichte
Die einfachen Anfänge des Kreditwesens sind bereits um 3000 v. Chr. in Mesopotamien zu finden. Im Zuge der Entwicklung eines einfachen Zahlungs- und Kreditsystems wurde Getreidesaat an Bauern verliehen, welches erst nach der Ernte zuzüglich Zinsen zurückgegeben werden musste. Im antiken Griechenland sowie in Lydien entstanden im Laufe des 7. Jahrhunderts v. Chr. die ersten geprägten Münzen. So konnten sich erste Geldwechsel- und Leihgeschäfte etablieren, die man heutzutage als Kredite bezeichnen würde.
In Griechenland entwickelte sich schließlich eine fortschrittlichere Form des Kreditwesens. Dadurch, dass freigelassene Sklaven denselben rechtlichen Status wie zugezogene Metöken hatten, durften sie weder Grund erwerben noch in der Landwirtschaft tätig sein, weshalb viele von ihnen im Geldwesen arbeiteten. Im 3. Jahrhundert v. Chr. war es ein freigelassener Sklave namens Pasion, der im athenischen Hafen von Piräus Depositen verwahrte und diese nach Vereinbarung weiter investierte. Von seinen Schuldnern verlangte er zwischen 10 und 12 % Zinsen.
Im römischen Recht war der Grundtypus des Kreditgeschäfts das formlose Mutuum (Darlehen), die Übereignung einer Geldsumme oder anderer vertretbarer Sachen (Saatgut, Wein, Öl) mit der Abrede, die gleiche Summe oder Menge Geld oder Ware zurückzugeben. Die Hingabe des Mutuum begründete die Verpflichtung zur Rückgabe, so dass ein Realvertrag vorlag. In den gaianischen Institutionen wird auf einen Senatsbeschluss verwiesen, das „Senatus consultum Macedonianum“ aus dem Jahr 47 n. Chr., in welchem davon die Rede ist, dass Macedo Geld an unsichere Schuldner auslieh – eine frühe Form zweifelhafter Forderungen. Im Regelfall wurden keine Kreditzinsen verlangt, da sie nicht vom Mutuum erfasst waren, sondern es bedurfte für die Zinszahlung einer besonderen Vereinbarung. Die Römer kannten Zinsen durchaus und sie beschäftigten sich sehr eingehend damit. Bereits das frührepublikanische Zwölftafelgesetz legte eine Höchstgrenze für Zinsen fest. Spätestens seit dem römischen Kaiser Konstantin dem Großen (regierte von 306 bis 337) waren Kreditgeschäfte zu einem Zinssatz von 12 % üblich.
Die mittelalterliche Wirtschaft erforderte wegen des allgemein herrschenden Bargeldmangels umfangreiche Konsumkredite. Der „Borgkauf“ – der heutige Warenkredit – war im Mittelalter geradezu die Regel. Hinderlich war bei Kreditgewährungen das christliche Zinsverbot. Papst Alexander III. gestattete den Juden 1179 ausdrücklich das Zinsgeschäft, doch verlangte das IV. Laterankonzil von 1215 von den Juden die Wiedergutmachung zu hoher Zinsen. Der daraus resultierende Erfolg der Juden im Kreditgeschäft veranlasste die Franziskaner 1462 zur Einrichtung von Kreditkassen aus christlichem Geld, um die Christen „aus den Klauen jüdischer Wucherer“ zu befreien. Cosimo de’ Medicis Bank vergab im Jahr 1397 Kredite unter anderem an den Florentiner Kaufmann Niccolò Niccoli.
Erste Nachweise eines systematisch besicherten Kredits in Form des Lombardkredits finden sich bereits um das Jahr 1400, als Kaufleute Kredite an Feudalherren und Adelige gegen Pfandüberlassung vergaben und somit zum Aufstieg norditalienischer Handelshäuser beitrugen. Hervorzuheben ist dabei das florentinische Bankhaus Compagnia dei Bardi, das im 14. Jahrhundert in Geschäftsbeziehung mit dem englischen Königshaus stand und im Jahr 1344 an Edward III. 900.000 Goldflorin verliehen hatte.
Bereits 1530 gewährte Jakob Fugger dem späteren deutschen Kaiser Ferdinand I. ein Darlehen über 275.333 Gulden. Im Jahr 1609 wurde Papiergeld durch die Niederländer auch in Europa etabliert, was nach anfänglichem Misstrauen der Bevölkerung gegenüber den Papierscheinen zu florierenden Leihgeschäften führte. Diese Entwicklung beeinflusste das Kreditwesen und somit auch den Handel nachhaltig. Reisende Kaufleute erhielten schon im Mittelalter gegen Hinterlegung von Geld bei einem Bankier Kreditbriefe, gegen deren Vorlage auf der Reisestrecke Teile des hinterlegten Geldes ausgezahlt wurden und das Beraubungsrisiko auf Reisen damit vermindert werden konnte. Möglich wurde dies durch enge familiäre Beziehungen der frühen Bankiers.
Heinrich VIII. legalisierte 1575 die Zinszahlung, doch erst mit der Lockerung des kanonischen Zinsverbots und mit dessen endgültiger Aufhebung im Jahr 1741 konnte legal Kreditzins verlangt werden. Dadurch verbreitete sich das gewerbliche Kreditgeschäft. Die 1619 gegründete berühmte Hamburger Bank war noch keine Kredit-, sondern nur eine Zahlungsbank. Bei Banken ergab sich nun eine Änderung der Kreditpolitik, als ab 1795 auch städtischen Bürgern Kredit gewährt wurde. Im Jahre 1856 entstanden die ersten großen modernen Kreditbanken in Hamburg, die Vereinsbank Hamburg (11. August 1856) und die Norddeutsche Bank (15. Oktober 1856).
Mit dem Inkrafttreten des BGB im Januar 1900 entstand ein einheitliches Darlehensrecht, wenn auch im Hinblick auf seine wirtschaftliche Bedeutung nur fragmentarisch (§§ 607–610 BGB a.F.). Die meisten offenen Rechtsfragen – wie etwa die fehlende Legaldefinition des Darlehensbegriffs – mussten durch Rechtsprechung und Literatur geklärt werden. Der Gesetzgeber hielt den Darlehensbegriff im Rechtsleben für eingebürgert, so dass ihm eine Definition entbehrlich erschien. Der BGH verstand darunter im April 1962 einen „schuldrechtlichen Verpflichtungsvertrag über die entgeltliche oder unentgeltliche Nutzung eines Kapitals auf Zeit.“ Im Januar 1932 kam es zwischen den Spitzenverbänden des Kreditgewerbes zum so genannten Mantelvertrag mit einem Habenzins- und Sollzinsabkommen, das im März 1965 durch die Zinsverordnung ersetzt wurde. Beide sollten die Rentabilität der Banken durch Festlegung einheitlicher und fester Zinssätze sicherstellen, aber auch den Kunden durch vorgeschriebene Höchstzinsen bei Krediten schützen. Als die Zinsverordnung im April 1967 außer Kraft trat, wurden auch die Kreditzinsen der Marktentwicklung überlassen.
In den Jahren des Wiederaufbaus nach dem Zweiten Weltkrieg nahm die Bedeutung des Kreditgeschäfts mit privaten Kunden zu. Die Kreditinstitute gewährten Kredit für die Anschaffung von langlebigen Wirtschaftsgütern, die Konsumentenkredite, die mit einer festen Ratenvereinbarung innerhalb von höchstens 72 Monaten zu tilgen waren. Die Kredite waren im Wesentlichen auf die Gehaltseingänge der Kunden abgestellt; neben einer Lohn- und Gehaltsabtretung wurde insbesondere eine Sicherungsübereignung von Kraftfahrzeugen üblich. Um die Bonität der Kreditnehmer überwachen zu können, melden die Kreditgeber die gewährten Ratenkredite der Schufa und erhalten ihrerseits Rückmeldungen, falls Kreditnehmer weitere Kredite bei anderen Banken aufnehmen.
Ab 1970 hatte fast jeder Arbeitnehmer ein laufendes Girokonto für seine Gehaltseingänge und den Zahlungsverkehr. Die Banken erhielten hiermit einen guten Einblick in die Einkommensverhältnisse und räumten Dispositionskredite in Höhe mehrerer monatlicher Gehaltseingänge ein.
Das Schuldrechtsmodernisierungsgesetz vom Januar 2002 verzichtete auf den Begriff Kredit, der als Oberbegriff für das Gelddarlehen, einen Zahlungsaufschub und sonstige Finanzierungshilfen diente; an seine Stelle sind die Erscheinungsformen des Kredits getreten. Es änderte den Darlehensvertrag vom bisherigen Realvertrag in einen Konsensualvertrag um, so dass der Vertrag bereits durch Parteivereinbarung und nicht erst durch die Auszahlung des Darlehens zustande kommt. Damit besitzt die Auszahlung als Vertragserfüllung keine konstitutive Wirkung mehr.

## Rechtsfragen
Der wirtschaftswissenschaftliche Kreditbegriff ist zu breit für eine rechtliche Umsetzung, so dass das Darlehen aus rechtswissenschaftlicher Sicht nur eine Art des Kreditgeschäfts darstellt. In der Rechtswissenschaft wird der Kreditbegriff vielfach verwendet. So regeln die §§ 89, § 115, § 288 Abs. 2 AktG die Kreditgewährung an Organmitglieder der AG, § 43a GmbHG die „Kreditgewährung an Gesellschafter“ der GmbH, § 349 Satz 2 HGB sieht beim Kreditauftrag durch den Kaufmann keine Einrede der Vorausklage vor. Das BGB kennt zwar in § 778 BGB den bürgschaftsähnlichen Kreditauftrag, vermeidet jedoch den Kreditbegriff in der Legaldefinition und spricht von Darlehen. In § 824 BGB ist die Kreditgefährdung kodifiziert, § 1822 Nr. 8 BGB verlangt die Genehmigung des Gerichts zur Aufnahme von Geld auf den Kredit des Mündels; doch bei der zentralen Regelung des Kredits als vertragliches Schuldverhältnis im Schuldrecht benutzt es den Begriff „Darlehen“. Dabei unterscheidet es zwischen Geld- und Sachdarlehen. In § 488 Abs. 1 BGB sind die gegenseitigen Pflichten für das Gelddarlehen enthalten, wonach der Darlehensgeber durch den Darlehensvertrag verpflichtet wird, dem Darlehensnehmer einen Geldbetrag in der vereinbarten Höhe zur Verfügung zu stellen. Der Darlehensnehmer ist wiederum verpflichtet, einen geschuldeten Zins zu zahlen und bei Fälligkeit das zur Verfügung gestellte Darlehen zurückzuzahlen. Das Schuldrecht wendet den Darlehensbegriff jedoch nicht konsequent an, sondern spricht in § 493 BGB vom „Überziehungskredit“. Der Sachdarlehensvertrag wiederum verpflichtet gemäß § 607 Abs. 1 BGB den Darlehensgeber, dem Darlehensnehmer eine vereinbarte vertretbare Sache zu überlassen. Der Darlehensnehmer ist zur Zahlung eines Darlehensentgelts und bei Fälligkeit zur Rückerstattung von Sachen gleicher Art, Güte und Menge verpflichtet. In beiden Fällen begnügt sich das BGB mit der Aufzählung der Rechten und Pflichten der am Darlehensvertrag Beteiligten, ohne ihn zu definieren.
Kredite sind Gebrauchsüberlassungen von Sachen oder Geld auf Zeit. Von der Miete, der Pacht und der Leihe unterscheiden sich alle Formen der Kredite dadurch, dass der Mieter, Pächter und der Entleiher stets nur unmittelbare Besitzer werden und denselben Gegenstand zurück zu gewähren haben. Daher ist ihnen nur eine Nutzung der Miet-, Pacht- oder Leihsache gestattet (Gebrauchsvorteile; bei Pacht auch Ziehung der Früchte aus der Muttersache). Der Kreditnehmer erhält oder behält die vollständige sachrechtliche Verfügungsgewalt mittels Eigentum über die kreditierte Geldsumme oder die Waren. Der Kreditnehmer ist in der Regel gegenüber dem Kreditgeber auch nicht verpflichtet, mit dem Geld oder der Ware in einer bestimmten Art und Weise zu verfahren, es sei denn, dass vertragliche Regelungen hierzu getroffen wurden.
Alle Kreditgewährungen haben gemeinsam, dass ein Kreditvertrag das Rechtsverhältnis zwischen Kreditnehmer und Kreditgeber regelt und darin insbesondere die Kreditkonditionen festgelegt werden.

## Kreditgeber

### Kreditgeber im Nichtbankensektor
Der Lieferant gewährt dem Abnehmer einen Warenkredit und tritt in Vorleistung, wenn er dem Abnehmer die Waren überlässt, ohne Zug um Zug den Kaufpreis zu vereinnahmen. Dazu gehört neben dem Teilzahlungsgeschäft auch der ungeregelte Kredit des „Anschreibenlassens“ des Käufers im Einzelhandel (Bierdeckel) als zinslose Kaufpreisstundung. Der Abnehmer wiederum gewährt dem Lieferanten Kredit, wenn er Anzahlungen oder Vorauszahlungen leistet, ohne sofort die Ware zu erhalten (Kundenkredit). Daher sind Lieferantenkredit und Kundenkredit ebenfalls Kredite. Selbst Arbeitnehmer müssen in der Regel ihre Arbeitsleistung zuerst erbringen, bevor der Arbeitgeber Lohn oder Gehalt hierfür vergütet (§ 614 Satz 1 BGB: „erst Arbeit, dann Geld“). Beim Werkvertrag hat der Werkunternehmer vorzuleisten, da seine Vergütung erst nach erbrachter Werkleistung fällig wird (§ 641 Abs. 1 BGB). Die Regelung des § 16 VOB/B geht ebenfalls von der Vorleistungspflicht eines Auftragnehmers bei Werkverträgen aus.
Verbreitet sind Kredite bei Nichtbanken innerhalb eines Konzerns als „konzerninterne Finanzierung“, wenn Muttergesellschaften ihren Tochtergesellschaften oder umgekehrt Kredite zur Verfügung stellen. Sie sind nach § 266 Abs. 2 B II und III HGB als „Forderungen gegen verbundene Unternehmen“ in der Bilanz gesondert auszuweisen. Auch natürliche Personen als Gesellschafter können ihrer Gesellschaft Kredite in Form von Gesellschafterdarlehen zur Verfügung stellen.
Als weitere Kreditgeber im Nichtbankensektor kommen Pfandleiher, Kredithaie und natürliche Personen in Frage, die oft als Ersatz für Kreditinstitute fungieren, bei denen Kreditnehmer keine Kredite erhalten. Während Pfandleiher und Kredithaie als gewerbliche Kreditgeber fungieren, sind natürliche Personen nicht gewerblich tätig; Verwandte oder Freunde vergeben meist aus Gefälligkeit Kredite.

### Bankkredit
Der wichtigste Kreditgeber der Wirtschaft sind die Kreditinstitute. Deshalb wird Kredit umgangssprachlich meist mit dem Bankkredit assoziiert. Nach Karl Friedrich Hagenmüller besteht das Wesen des Bankkredits darin, „dass der Kreditgeber eine Leistung in der Gegenwart vollbringt und damit zum Gläubiger wird, während der Kreditnehmer sich als Schuldner verpflichtet, die Gegenleistung erst in der Zukunft zu erfüllen“. Das Bankrecht befasst sich eingehend mit dem Kreditbegriff als wichtigstem Bankgeschäft. Dabei ist zu berücksichtigen, dass Finanzinnovationen zu immer neuen Kreditprodukten führen, die nur mit einer möglichst weiten Definition erfasst werden können. Der bankenaufsichtsrechtliche Kreditbegriff des § 1 Abs. 1 Nr. 2 KWG unterteilt das Kreditgeschäft in die Grundtypen der Geldleihe (Gelddarlehen) und Kreditleihe (Akzeptkredite), erwähnt den – nicht mehr üblichen – Ankauf von Wechseln und Schecks als Diskontgeschäft (Nr. 3) und das Garantiegeschäft (Nr. 8). In § 19 Abs. 1 KWG wird der Kreditbegriff ausschließlich für Millionenkredite definiert und umfasst Bilanzaktiva, Derivate (mit Ausnahme der Stillhalteverpflichtungen aus Kaufoptionen) sowie die dafür übernommenen Gewährleistungen und andere außerbilanzielle Geschäfte. Im Satz 2 und 3 dieser Bestimmung wird diese grobe Definition durch einzelne Bilanzpositionen konkretisiert. Für Organkredite nimmt § 21 KWG eine weitere Kreditdefinition vor.
Die seit Januar 2014 geltende Kapitaladäquanzverordnung (abgekürzt CRR von englisch capital requirements regulation) spricht anstatt von Kredit von Kreditrisiko und Risikopositionen und fokussiert sich außerdem auf Vorleistungen. Als Risikoposition bezeichnet Art. 5 Nr. 1 CRR einen „Aktivposten (Vermögenswert) oder einen außerbilanziellen Posten“. Nach Art. 379 Nr. 1 CRR handelt es sich um Vorleistungen, wenn ein Kreditinstitut Wertpapiere, Fremdwährungen oder Waren bezahlt hat, bevor es diese erhalten hat oder Wertpapiere, Fremdwährungen oder Waren geliefert hat, bevor es deren Bezahlung erhalten hat. Bei grenzüberschreitenden Geschäften liegen Vorleistungen vor, wenn seit der Zahlung bzw. Lieferung mindestens ein Tag vergangen ist. In Art. 392 ff. CRR ist der Großkredit geregelt und auf 10 % der anrechenbaren Eigenmittel eines Instituts kontingentiert.

#### Kreditnehmer
Als Kreditnehmer von Kreditinstituten kommen alle Wirtschaftssubjekte wie andere Kreditinstitute (Interbankkredite), Zentralbanken (Zentralbankgeld), Unternehmen (Investitionskredite), Staaten, Gemeinden und sonstige öffentliche Hand (Kommunalkredite) und natürliche Personen (Konsumentenkredite, Dispositionskredite) in Frage.

#### Kreditarten
| Unterscheidung der Kreditarten nach:                                                      | Unterscheidung der Kreditarten nach:                       | Unterscheidung der Kreditarten nach:                                      | Unterscheidung der Kreditarten nach:       | Unterscheidung der Kreditarten nach:            | Unterscheidung der Kreditarten nach:                                                               | Unterscheidung der Kreditarten nach:                 | Unterscheidung der Kreditarten nach: |
| Laufzeit                                                                                  | Höhe                                                       | Umfang der Besicherung                                                    | Art der Besicherung                        | Status                                          | Kreditgeber                                                                                        | Bereitstellung                                       | Verwendung |
| ----------------------------------------------------------------------------------------- | ---------------------------------------------------------- | ------------------------------------------------------------------------- | ------------------------------------------ | ----------------------------------------------- | -------------------------------------------------------------------------------------------------- | ---------------------------------------------------- | --- |
| - kurzfristig (< 1 Jahr) - mittelfristig (> 1 Jahr bis 4 Jahre) - langfristig (> 4 Jahre) | - Mikrokredit - Klein- - Mittel- - Millionen- - Großkredit | - Blankokredit (unbesichert) - Teilgedeckt mit Blankoanteil - Vollgedeckt | - Personalkredit - Sachkredit - Realkredit | - intakt - gefährdet - notleidend - ausgefallen | - Bankkredit - Lieferantenkredit - Arbeitgeberdarlehen - Privatkredit - Staatskredit - Organkredit | - Barkredit - Buchkredit - Warenkredit - Kreditleihe | - Konsumkredit - Investitionskredit - Betriebmittelkredit - Vorfinanzierung - Zwischenfinanzierung - Effektenkredit - Import-/Exportkredit - Außenhandelsfinanzierung |

- Eine der häufigsten Formen von Krediten ist das Darlehen. Meist wird zwischen den Parteien eine feste Tilgungsvereinbarung getroffen. In Ermangelung einer solchen wird die Rückzahlung der Darlehensvaluta nebst Zinsen fällig, wenn das Darlehen durch eine der Parteien gekündigt wurde. Die Darlehensvaluta wird meist auf einem Sonderkonto des Kreditnehmers verbucht und bei Auszahlung auf dem laufenden Konto gutgeschrieben. Bei Annuitätendarlehen beinhaltet die Rate neben Zins- auch einen Tilgungsanteil, der im Laufe der Tilgung anteilig steigt.

- Barkredite werden durch eine Kreditlinie auf Girokonto oder einem separaten Konto eingeräumt (z. B. Dispositionskredite, Lombardkredite). Die Kreditlinie wird meist befristet für einen bestimmten Zeitraum eingeräumt, kann während der Laufzeit jedoch in schwankender Höhe durch entsprechende Zahlungsvorgänge in Anspruch genommen werden. Es gibt außer der Gesamtbefristung keine konkreten Rückführungsvereinbarungen. Der Barkredit ist meist als revolvierender Kredit ausgestaltet; dies erlaubt, selbst bei kurzzeitiger Rückführung wieder bis zur vollen Höhe der eingeräumten Kreditlinie den Kredit erneut in Anspruch zu nehmen.

- Rechtlich sind beide Formen der Geldleihe Darlehen. Als Kreditleihe werden Avalkredite, Akkreditiv- und Akzeptkredite bezeichnet. Hier ermöglicht die Bank mit ihrer eigenen Kreditwürdigkeit, dass der Kreditnehmer Geld oder Leistungen von Dritten erhält.

- Kreditrahmenvereinbarungen können nach den (meist betrieblichen) Erfordernissen des Kreditnehmers als Barkredit oder teilweise als Aval-, in Form von Akkreditiven oder Darlehen in Anspruch genommen werden.[28]

- Als Baufinanzierungen werden Darlehen bezeichnet, die zum Erwerb oder Bau von Immobilien verwendet werden. Die Tilgung erfolgt meist durch Annuitäten über einen langen Zeitraum, 30 Jahre sind üblich. Zur Besicherung werden Grundpfandrechte wie Hypotheken oder Grundschulden auf dem finanzierten Objekt herangezogen. Die Auszahlung erfolgt meist nach Baufortschritt.

- Effektenlombardkredite sind Kredite, die gegen Verpfändung von Wertpapieren gewährt werden; hier gelten meist feste Regeln für die Beleihung von Wertpapieren.

- Avalkredite sind Kreditlinien für die Übernahme von Bürgschaften oder Garantien etwa als Anzahlungsbürgschaft, Vertragserfüllungsbürgschaft, Mietbürgschaft, Gewährleistungsbürgschaft oder Zollbürgschaft.

- Investitionskredite sind Darlehen zur Finanzierung von Gegenständen des Anlagevermögens.

- Betriebsmittelkredite sind Barkredite für Finanzierung des Umlaufvermögens, die häufig als Kreditlinien auf laufenden Konten gewährt werden. In der Regel sind sie als revolvierende Kredite ausgestaltet und erlauben nach Reduzierung wieder die volle Inanspruchnahme. Zusätzlich zu den Zinsen können Kreditprovisionen für nicht in Anspruch genommene Kreditteile vom Kreditgeber geltend gemacht werden.

- Warenfinanzierungen oder Barvorschüsse sind Barkredite, die meist auf Sonderkonten verbucht sind und nur kurzfristig endfällig eingeräumt werden.

- Von strukturierten Finanzierungen wird bei komplexen, sich aus mehreren Elementen zusammengesetzten Bankprodukten gesprochen, wenn neben der eigentlichen Kreditgewährung weitere Absprachen wie zur Begrenzung künftiger Zinssätze oder Umschuldungsvereinbarungen für Folgeperioden vertraglich vereinbart werden.

- Schuldscheindarlehen sind Kredite, die teilweise von Banken, teilweise auch von anderen Investoren, gewährt werden. Hier ist die Grenze zur Kapitalbeschaffung der Firmen fließend.

- Rembourskredite und Akzeptkredite sind ein Finanzierungsinstrument in der Außenhandelsfinanzierung. Hier treten Banken in die Haftung für Wechsel durch Akzept ein und verbessern durch ihre Mithaftung die Bonität des Wechselbezogenen.

- Roll-over-Kredite sind festverzinsliche Kredite, bei denen der Zins aber nicht für die gesamte Laufzeit festgelegt ist, sondern in vertraglich festgelegten Abständen den jeweiligen Marktverhältnissen angepasst wird.

- Stand-by-Kredite (Beistandskredite) sind Kreditlinien, die zur Sicherung der Liquidität eines Unternehmens dienen und im Regelfall nicht in Anspruch genommen werden.

- Kommunaldarlehen ist der Sammelbegriff für alle langfristigen Darlehen an die Länder, Landkreise oder Gemeinden.

- Kassenkredite dienen der kurzfristigen Liquiditätsbeschaffung von Gemeinden.

#### Vom Kreditantrag bis zur Kreditauszahlung
Ausgangspunkt ist der Kreditantrag des Kunden mit den Kreditunterlagen und Beleihungsunterlagen. Diese werden vom Kreditinstitut zur Prüfung der Kreditfähigkeit und im Rahmen der Kreditwürdigkeitsprüfung zur Prüfung der Kreditwürdigkeit (auch wirtschaftliche Kreditfähigkeit genannt)
verwendet. Bei angebotenen Kreditsicherheiten dienen die Beleihungsunterlagen zur Sicherheitenbewertung. Der Kreditanalyst bereitet die Kreditentscheidung beim Institut durch Kreditvorlage vor. Bei positiver Kreditentscheidung folgt die Vertragsgestaltung und der Abschluss des Kreditvertrages sowie die Stellung der Kreditsicherheiten durch den Sicherungsgeber. Nach Unterzeichnung erfolgt die Bereitstellung des Kredits (unter Berücksichtigung der Auszahlungsvoraussetzungen), etwa durch Gutschrift oder Einräumung der Kreditlinie auf dem Girokonto.

#### Besicherung des Kredits
Bei der Kreditvergabe wird von Kreditinstituten Wert auf die nachhaltige Fähigkeit des Kreditnehmers gelegt, die Zinsen und Tilgungen aus laufenden Einkünften (bei Firmen: Cash Flow) erbringen zu können. Insbesondere bei mittel- und langfristigen Krediten kann die Stellung von Kreditsicherheiten durch einen Sicherungsgeber notwendig werden.
- Personalsicherheiten: insbesondere Bürgschaften, Garantien, Patronatserklärungen;
- Sachsicherheiten: insbesondere Grundpfandrechte, Sicherungsübereignung von Kraftfahrzeugen, Sicherungsübereignung anderer Sachen, Verpfändung von Bankguthaben oder Effekten.

#### Staatliche Regelungen
Neben den allgemeinen schuldrechtlichen Vorschriften wird die Kreditgewährung durch Spezialgesetze reguliert.

##### Schutzvorschriften für den Kreditnehmer
Es gab bereits im Mittelalter – trotz des christlichen Zinsverbotes – Bemühungen, den Zins, also das Entgelt für die Kreditgewährung, zu begrenzen. Beispiele finden bereits im Mittelalter für Genua (12,5 %) oder die Weisung von Kaiser Friedrich II mit 10 % (allerdings für Juden).
- In Deutschland und Österreich[30] wurde mit einer Verordnung für die einheitliche Berechnung des effektiven Jahreszinses eine Vergleichbarkeit der Kreditangebote für Konsumentenkredite geschaffen (Preisangabenverordnung).

- In der Schweiz wurde mit dem Konsumkreditgesetz (1. Januar 2003) für bestimmte Kreditarten ein Höchstzins von 15 % p. a. festgelegt und ein Widerrufsrecht gesetzlich verankert.

- EU-weit ist die Kreditvergabe durch die Verbraucherkreditrichtlinie von 2008 geregelt. Sie betrifft fast alle klassischen Konsumentenkredite, die eine definierte Laufzeit haben.[31]

##### Mindestanforderungen an das Risikomanagement (MaRisk)
Mit Veröffentlichung des Rundschreibens 18/2005 hat die Bundesbank die Anwendung der Richtlinien aus Basel II für deutsche Kreditinstitute konkretisiert. Diese schreiben die Verfahren für eine Risikoeinschätzung für Kredite über ein Bewertungs- oder sogenanntes „Rating“-Verfahren vor und erteilen Vorschriften für die Kapitaldeckung von Krediten.
Ferner wird die organisatorische Trennung zwischen der Marktseite (Kreditvergabe) und dem Risikomanagement geregelt. Das Risikomanagement muss dabei einer Reihe von Mindestanforderungen entsprechen.

#### Betriebswirtschaftliche Aspekte
Bei der Kreditwürdigkeitsprüfung orientieren sich Kreditinstitute an allgemeinen Finanzierungsregeln, unter anderem an die Goldene Bankregel. Bei Kreditgewährung geht jeder Kreditgeber ein Kreditrisiko ein, weil die vertragsgerechte Rückzahlung nebst Zinsen in der Zukunft liegt und deshalb mit Ungewissheit behaftet ist. Ungewissheit bedeutet, dass die möglichen Auswirkungen bekannt sind (ganzer oder teilweiser Kreditausfall), die Kreditgeber verfügen jedoch nicht über sichere Informationen zur Eintrittswahrscheinlichkeit. Dieses Kreditrisiko müssen sie durch die geeignete Analyse des Kreditnehmers (Bilanzanalyse bei Unternehmen, kommunale Jahresabschlussanalyse bei Gebietskörperschaften, Einkommens- und Vermögensanalyse bei natürlichen Personen) einschätzen und mit einem Rating oder Kreditscoring versehen. Das Kreditrisiko lässt sich durch Kreditsicherheiten mildern oder ganz beseitigen.

### Zentralbanken als Kreditgeber
Zentralbanken stehen als Kreditgeber der Geschäftsbanken zur Verfügung, sie bieten die Verpfändung von Wertpapieren und Kreditforderungen der Geschäftsbanken an, die im Gegenzug Zentralbankgeld gutgeschrieben bekommen und über Buchgeld verfügen können. Als Zinssatz für diese Kredite ist der Basiszinssatz der Europäischen Zentralbank (bis 1999: Diskontsatz) zu zahlen, wobei die Guthaben der Geschäftsbanken bei der Zentralbank in gleicher Höhe verzinst werden. Die Geschäftsbanken können im Rahmen der Spitzenrefinanzierungsfazilität jederzeit und unbegrenzt gegen Verpfändung von Aktiva bei der Zentralbank Bar- und Zentralbankgeld anfordern.

## Kreditkarten
Bei der Zahlung mit Kreditkarten wie Diners Club, Visa, American Express, Mastercard wird dem Kunden normalerweise ein zinsloser Kredit von einem Monat Dauer gewährt. Die Kreditgebühren bezahlen in diesem Fall die Unternehmen, die die Karten akzeptieren. Bei der Bezahlung mit Debitkarten (wie bei EC, Maestro und V Pay etc.) entsteht kein Kredit, sondern der Betrag wird sofort dem Girokonto belastet.

## Volkswirtschaftliche Funktion
Eine ausreichende Kreditversorgung ist für das Funktionieren einer Volkswirtschaft von großer Bedeutung. Für Unternehmen sind Kredite – neben dem Eigenkapital – eine wichtige Quelle, um Investitionen und die laufende Geschäftstätigkeit (Umlaufvermögen) zu finanzieren. Verbraucher können mit Krediten ihren Konsum zeitlich vorziehen, d. h. Güter erwerben, bevor sie das dafür notwendige Geld erwirtschaftet haben. Die öffentliche Hand finanziert durch Kredite – oft in Form von Anleihen – einen Teil ihrer Aufgaben. Dies führt zu Staatsverschuldung.
In Wirtschaftskrisen ist die Kreditversorgung oft durch mangelndes Vertrauen der Wirtschaftssubjekte ineinander gestört (Kreditklemme). Zentralbanken versuchen dann, durch ihre Geldpolitik die Kredit- und Geldversorgung zu verbessern.
Den Kreditinstituten kommt im Rahmen ihrer Risikotransformation die Aufgabe zu, die Volkswirtschaft mit Krediten zu versorgen, um den Güterkreislauf mit der erforderlichen Geldmenge auszustatten (siehe auch Kredittheorie). Die Quantitätsgleichung liefert Anhaltspunkte für die Größe dieser Geldmenge.
- Kreditinstitute sind als Finanzintermediäre der interpersonale Vermittler zwischen ihren Sparern und den Kreditnehmern,[34] wobei sie im Rahmen der Fristentransformation auch die unterschiedlichen Laufzeitinteressen der Marktteilnehmer ausgleichen.
- Die Gewährung von Bankkrediten erhöht die Geldmenge; Tilgung reduziert sie. Dies gilt in einem Mindestreserve-System nicht nur für Zentralbanken, sondern auch für Geschäftsbanken. Diesen Vorgang der Schaffung von zusätzlichem Buchgeld nennt man Giralgeldschöpfung. Die Schaffung einer neuen Kreditbeziehung durch Banken nennt man Kreditschöpfung.

## Kreditmarkt
Der Kreditmarkt ist die gedankliche Zusammenfassung aller Teilmärkte von Kreditangebot und der Kreditnachfrage nach Krediten. Ein Kredit wird dann angeboten, wenn jemand sein verfügbares Geld nicht selbst besser verwenden kann. Die Kreditnachfrage wiederum beruht insbesondere auf den Erwartungen über die Produktivität von Investitionsvorhaben (Investitionskredit), dem Liquiditätsausgleich (Betriebsmittelkredit) oder der Vorwegnahme erst künftig durch Sparen möglichen Konsums (Konsumentenkredit). Der Kredit stellt bilanziell als Aktiva das Pendant zum Geld (als Passiva der Zentralbank) dar, enthält jedoch auch naturale Kreditbeziehungen wie den Lieferantenkredit. Auf dem Primärmarkt treten Kreditinstitute, Versicherungen, andere Wirtschaftssubjekte (Staaten) als Anbieter und Nachfrager auf, Marktteilnehmer auf dem Sekundärmarkt sind Pfandleihhäuser, Kreditvermittler, Kredithaie und der Kredithandel.

## Sonstiges
„Bei jemandem Kredit haben“ bedeutet auch Vertrauen genießen, dass man zahlungsfähig und damit kreditwürdig sei. „Den Kredit verspielen“ bedeutet im Gegenteil, sich unglaubwürdig zu machen. Diese wirtschaftliche Wertschätzung umfasst auch die Geschäftsehre. Gefährdet jemand den Kredit eines anderen durch die Behauptung von Tatsachen, die der Wahrheit widersprechen, haftet er für den daraus entstehenden Schaden nach § 824 Abs. 1 BGB (Kreditgefährdung) und kann sich nach § 187 StGB auch wegen Verleumdung strafbar machen.
Ein bekannter Fall diesbezüglich war der 2002 bis 2016 andauernde Rechtsstreit zwischen der Kirch-Gruppe und der Deutschen Bank, siehe Breuer-Interview.